# PPPoE
 (décembre 2016).
Si vous disposez d'ouvrages ou d'articles de référence ou si vous connaissez des sites web de qualité traitant du thème abordé ici, merci de compléter l'article en donnant les références utiles à sa vérifiabilité et en les liant à la section « Notes et références ».
PPPoE (de l'anglais point-to-point protocol over Ethernet) est un protocole d'encapsulation de PPP sur Ethernet, mis au point à l'origine par la société RedBack et décrit par le RFC 2516. 

## Description
PPPoE fut créé lors de l'arrivée de la liaison Ethernet pour remplacer le protocole PPP (Point to Point Protocol) qui permettait au fournisseur d’accès Internet, grâce à une authentification  CHAP, d’identifier chacun de ses clients et voir s’ils étaient à jour de paiement. Lors du basculement du modem analogique vers le modem ADSL, les fournisseurs d’accès internet n’avaient plus de solution pour authentifier leurs clients possédant un modem ADSL vu qu’il n’y avait plus de liaison PPP mais une liaison Ethernet. Afin de pouvoir continuer à utiliser l’authentification CHAP du protocole PPP, il a été décidé d’encapsuler le protocole PPP au travers du protocole Ethernet. Le protocole PPPoE est né (PPP over Ethernet). Ce protocole crée un tunnel de niveau 2 entre deux routeurs, prend 8 octets et ne peut être monté qu'entre deux routeurs directement connectés.   
Un ouvrage de 2005 sur les réseaux indique que « la plupart des fournisseurs DSL utilisent PPPoE, qui assure l'authentification, le chiffrement et la compression ».  L'utilisation typique de PPPoE consiste à tirer parti des fonctions PPP pour authentifier l'utilisateur à l'aide d'un nom d'utilisateur et d'un mot de passe, principalement via le protocole PAP et plus rarement via CHAP.   
Ce protocole permet ainsi de bénéficier des avantages de PPP, notamment sa compatibilité avec les protocoles d'authentification (PAP, CHAP, etc.) et le contrôle de la connexion (débit, auto-identification, compression, le chiffrement des données, etc.), sur un réseau Ethernet (ou 802.3).  
Il est beaucoup employé par les connexions haut débit à Internet par ADSL et câble destinées aux particuliers. Dans la plupart des cas, l'utilisateur utilise Internet via ce protocole. Lors de la conclusion d'un contrat avec le fournisseur, un identifiant et un mot de passe sont attribués pour contrôler et protéger sa connexion au réseau.
Il pose un problème de MTU : PPPoE occupant 8 octets dans les trames Ethernet, il abaisse de fait la taille maximum des paquets IP de 1 500  à   1 492 octets.
Une alternative à PPPoE réside dans PPTP, conçu par Microsoft, plus puissant mais plus lourd.